# 磨沟口乡
磨沟口乡是中国河南省三门峡市卢氏县下辖的一个乡。

## 行政区划
磨沟口乡下辖：磨口村、蚂蚁岭村、龙驹村、前虎峪村、后虎峪村、肖家村、久富村、草沟村、乱石村、曲里村、东虎岭村、西虎岭村、上店村、河东村、官木村、石家村。